# دنيس وارد (لاعب دوري الرغبي)
دنيس وارد (بالإنجليزية: Dennis Ward)‏ هو لاعب دوري الرغبي أسترالي، ولد في 1 ديسمبر 1947 في سيدني في أستراليا.